# Кривоусов, Борис Алексеевич
Борис Алексеевич Кривоусов (1923—1982) — руководитель строительства промышленной аппаратуры, Герой Социалистического Труда (1981).

## Биография
В 1960 году окончил Свердловский горно-металлургический техникум. 
В 1966 году окончил Уральский государственный университет, где получил диплом экономиста. Кандидат экономических наук (1977).

## Карьера
В 1946—1947 годах работал на Средне-Уральском медеплавильном заводе; в 1947—1953 гг. — заместитель директора Карабашского медеплавильного завода; в 1953—1957 годах — заместитель директора Пышминского медеэлектролитного завода; в 1957—1970 гг. — на партийной и советской работе; в 1970—1982 гг. — директор Пышминского медеэлектролитного завода (комбинат «Уралэлектромедь»).
Под его руководством на предприятии построена первая в стране шахтная печь непрерывного действия для плавки катодов, спроектирован, смонтирован и освоен в работе тиристорный агрегат для реверсирования тока в цехе электролиза меди, введен в строй новый цех медных порошков. По его инициативе построен экспериментальный благоустроенный поселок Балтым (Свердловская область).
Автор 22 печатных работ.
Скончался 29 декабря 1982 года. Похоронен на Верхнепышминском (Александровском) кладбище.

## Награды
Борис Алексеевич за свои достижения неоднократно награждён:
- 1973 — орден Октябрьской Революции;
- 1974 — орден Трудового Красного Знамени;
- 1981 — Герой Социалистического Труда;
- 1981 — орден Ленина;
- 1981 — почётный гражданин города Верхняя Пышма;
- и прочими медалями.